# Elbelus tripunctatus
Elbelus tripunctatus är en insektsart som beskrevs av Mahmood 1967. Elbelus tripunctatus ingår i släktet Elbelus och familjen dvärgstritar. Inga underarter finns listade i Catalogue of Life.